# الطرف (غرناطة)
بلدية الطَّرْف أو الطَّرفة أو (نقحرة: أتارفي) (بالإسبانية: Atarfe) هي بلدية تقع في مقاطعة غرناطة التابعة لمنطقة أندلوسيا جنوب إسبانيا.

## الديموغرافيا
بلغ عدد سكان بلدية الطَّرْف 16.432 نسمة عام 2011 (وفقاً للمعهد الوطني الإسباني للإحصاء).
| 10.516 | 11.220 | 11.500 | 12.919 | 14.144 | 15.399 | 16.432 |

## توأمة
للطَّرْف اتفاقيات توأمة مع:
- بئر كندوز

## أعلام
- خوان مانويل أورتيز خيمينيز